# Anton Gutsch

Anton Gutsch

Anton Gutsch (* 1. Juli 1825 in Bruchsal; † 26. Juli 1912 in Karlsruhe) war ein deutscher Mediziner.

## Leben
Anton Gutsch war ein Sohn des Oberamtsphysikus Gutsch in Bruchsal. Er besuchte das Gymnasium in Bruchsal und das Lyzeum in Rastatt. Von 1844 bis 1848 studierte er an den Universitäten Heidelberg (unter anderem bei Maximilian Joseph von Chelius) und Paris Medizin. In Heidelberg wurde er 1845 Mitglied des Corps Suevia. Nach seiner Promotion zum Dr. med. im Jahre 1849 ließ er sich in Bruchsal als praktischer Arzt und Chirurg am Krankenhaus nieder.
Daneben war Gutsch ab 1850 Erster Arzt am Zellengefängnis Bruchsal. In dieser Funktion untersuchte er den Einfluss der Isolierhaft auf die geistige Gesundheit von Gefangenen und die besonderen Anforderungen an Unterkunft und Fürsorge geisteskranker Sträflinge. Zusammen mit Anton Delbrück gehörte er zu den Wegbereitern der Erforschung von Haftpsychosen. 1881 schied er aus dem Anstaltsdienst aus und war seit 1882 nur noch als praktischer Arzt in eigener Praxis in Karlsruhe tätig.
Gutsch leitete den Verein für entlassene Häftlinge. 1889 wurde er zum Ehrenmitglied des Vereins deutscher Strafanstaltsbeamter ernannt. 1890 nahm er als offizieller Vertreter der Regierung des Großherzogtums Baden am 4. Internationalen Gefängniskongress in Sankt Petersburg teil.
- Ritterkreuz 1. Klasse des Ordens vom Zähringer Löwen, 1871[3]
- K. Württ. Olga-Orden 1891[4]
- Verleihung des Eichenlaubs zum Ritterkreuz 1. Klasse des Ordens vom Zähringer Löwen, 1896[3]
- Ernennung zum Geheimen Medizinalrat[2]
- Ernennung zum Geheimen Hofrat

## Schriften
- Über Seelenstörungen in Einzelhaft, 1862
- Wohin mit den geisteskranken Sträflingen?, 1873